# دنزلة
دَنِزْلَة (بالتركية: دݣزلی، ) هي عاصمة محافظة دنزلة تقع في جنوب غرب تركيا ويبلغ تعداد سكانها حوالي 275,480.
يكون الطقس حارا في دنزلة في الصيف، أما في الشتاء، قد يكون أحيانا باردة جدا مع الثلوج على الجبال التي تحيط بالمدينة. منذ بضع سنوات، والثلوج ويمكن ملاحظة في المناطق الحضرية. الينابيع والخريف هي الأمطار والمناخ المعتدل، الدافئة علي العالي دنزلة

## المناخ
يظهر الجدول التالي التغييرات المناخية على مدار السنة لدنزلة:
| البيانات المناخية لـدنيزلي                      | البيانات المناخية لـدنيزلي | البيانات المناخية لـدنيزلي | البيانات المناخية لـدنيزلي | البيانات المناخية لـدنيزلي | البيانات المناخية لـدنيزلي | البيانات المناخية لـدنيزلي | البيانات المناخية لـدنيزلي | البيانات المناخية لـدنيزلي | البيانات المناخية لـدنيزلي | البيانات المناخية لـدنيزلي | البيانات المناخية لـدنيزلي | البيانات المناخية لـدنيزلي | البيانات المناخية لـدنيزلي |
| الشهر                                           | يناير                      | فبراير                     | مارس                       | أبريل                      | مايو                       | يونيو                      | يوليو                      | أغسطس                      | سبتمبر                     | أكتوبر                     | نوفمبر                     | ديسمبر                     | المعدل السنوي              |
| ----------------------------------------------- | -------------------------- | -------------------------- | -------------------------- | -------------------------- | -------------------------- | -------------------------- | -------------------------- | -------------------------- | -------------------------- | -------------------------- | -------------------------- | -------------------------- | -------------------------- |
| الدرجة القصوى °م (°ف)                           | 22.6 (72.7)                | 25.9 (78.6)                | 30.8 (87.4)                | 35.8 (96.4)                | 37.0 (98.6)                | 42.4 (108.3)               | 43.9 (111.0)               | 44.4 (111.9)               | 41.6 (106.9)               | 34.4 (93.9)                | 29.9 (85.8)                | 26.6 (79.9)                | 44.4 (111.9)               |
| متوسط درجة الحرارة الكبرى °م (°ف)               | 10.5 (50.9)                | 12.1 (53.8)                | 15.8 (60.4)                | 20.7 (69.3)                | 26.3 (79.3)                | 31.2 (88.2)                | 34.4 (93.9)                | 34.4 (93.9)                | 29.9 (85.8)                | 23.7 (74.7)                | 17.3 (63.1)                | 12.2 (54.0)                | 22.4 (72.3)                |
| متوسط درجة الحرارة الصغرى °م (°ف)               | 2.3 (36.1)                 | 2.8 (37.0)                 | 5.2 (41.4)                 | 9.0 (48.2)                 | 13.2 (55.8)                | 17.3 (63.1)                | 20.0 (68.0)                | 19.7 (67.5)                | 15.7 (60.3)                | 11.3 (52.3)                | 7.0 (44.6)                 | 4.0 (39.2)                 | 10.6 (51.1)                |
| أدنى درجة حرارة °م (°ف)                         | −10.5 (13.1)               | −11.4 (11.5)               | −7.0 (19.4)                | −2.0 (28.4)                | 2.7 (36.9)                 | 7.9 (46.2)                 | 12.6 (54.7)                | 11.6 (52.9)                | 6.6 (43.9)                 | −0.8 (30.6)                | −4.5 (23.9)                | −10.4 (13.3)               | −11.4 (11.5)               |
| الهطول مم (إنش)                                 | 90.3 (3.56)                | 74.5 (2.93)                | 63.7 (2.51)                | 54.2 (2.13)                | 42.3 (1.67)                | 25.4 (1.00)                | 13.4 (0.53)                | 8.1 (0.32)                 | 13.6 (0.54)                | 35.0 (1.38)                | 55.7 (2.19)                | 89.9 (3.54)                | 566.1 (22.3)               |
| متوسط الأيام الممطرة                            | 11.6                       | 10.8                       | 11.1                       | 10.2                       | 8.6                        | 4.8                        | 2.0                        | 1.7                        | 3.0                        | 5.8                        | 7.6                        | 12.2                       | 89.4                       |
| ساعات سطوع الشمس الشهرية                        | 114.7                      | 120.4                      | 176.7                      | 204.0                      | 282.1                      | 336.0                      | 365.8                      | 341.0                      | 276.0                      | 204.6                      | 141.0                      | 102.3                      | 2٬664٫6                    |
| المصدر #1: Turkish State Meteorological Service |                            |                            |                            |                            |                            |                            |                            |                            |                            |                            |                            |                            |                            |
| المصدر #2: Weather2                             |                            |                            |                            |                            |                            |                            |                            |                            |                            |                            |                            |                            |                            |

## الموقع
تقع مدينة دنزلة في جنوب غرب تركيا، عند سفح جبل جوكبيل، بالقرب من أحد روافد نهر مندريس، بين منطقتي بحر إيجه والبحر الأبيض المتوسط. ظهرت المدينة بحلول القرن الرابع عشر وكانت تُعرف آنذاك باسم لاديك، وقد كانت مدينة تركية مهمة عُرفت بصناعة المنسوجات والمطرزات، إلى جانب حدائقها الفخمة. غير أن الزلازل التي ضربت المنطقة خلال القرنين الثامن عشر والتاسع عشر تسببت في تدمير أجزاء كبيرة منها.
تشترك دنزلة في حدودها مع عدة مقاطعات تركية هي: موغلا، أيدين، مانيسا، أوشاك، أفيون، وبوردور. تبلغ مساحتها الإجمالية نحو 11,692 كيلومتر مربع، وتقع على ارتفاع يبلغ 428 متراً عن سطح البحر. لا تزال المدينة تحتفظ بمكانتها في صناعة المنسوجات والصناعات المتنوعة، كما تشتهر بـسلالة الديوك الخاصة بها.
تنتشر في المناطق الزراعية المحيطة بدنزلة زراعة القطن، والحبوب، والتين، والتبغ، إلى جانب تربية الماشية. ويقع إلى الشمال منها منتجع باموكالي الشهير، أو ما يُعرف باسم هيرابوليس القديمة، والذي يتميز بتكوينات طبيعية خلابة من رواسب الحجر الجيري المتشكّلة حول الينابيع الساخنة، مشكّلة أحواضاً وشلالات صغيرة ذات منظر فريد.
أشهر الأكلات
تشتهر مدينة دنزلة بتنوع أطباقها التقليدية التي تعكس المطبخ الأناضولي المحلي، وتُعد الشوربات من أبرز المكونات في المائدة اليومية، حيث تنتشر فيها شوربة "ترهانة" المعدّة من اللبن المجفف والحبوب، بالإضافة إلى شوربة "ميرسيميك" وهي شوربة العدس الأحمر، وحساء الطماطم المعروف محلياً بـ"دوماتيس".
كما تتميز المدينة بعدد من أطباق اللحوم التقليدية، من أهمها طبق "ساكتا إيشكيمبي" (sacta işkembe) وهو طبق محلي يُحضّر من أحشاء الخروف، وطبق "اللحم بالخل" (sirkeli et) الذي يُطهى بلحم طري متبل بالخل ويُقدم غالباً مع الأرز أو الخبز. وتحظى الأطباق النباتية بشعبية واسعة في دنزلة، خاصة أطباق الباذنجان المتنوعة مثل الباذنجان المحشي وفطائر الباذنجان، إلى جانب استخدام الذرة والكستناء بكثرة، لا سيما خلال فصل الشتاء، حيث تُستهلك كوجبات خفيفة أو ضمن أطباق دافئة.
من المشروبات التقليدية في دنزلة يبرز "لبن العيران"، وهو مشروب بارد يصنع من اللبن الزبادي والماء والملح، ويُقدّم عادة مع الوجبات. أما في مجال الحلويات، فتُعرف المدينة بحلوى "اليقطين"، التي تُطهى مع السكر وتُقدّم باردة أو دافئة. أما وجبة الإفطار في دنزلة فهي بسيطة وغنية في آنٍ معاً، وتتكون عادة من الشاي، والبيض المسلوق، والبطاطس المقلية، والعسل، والجوز، والقشدة الطازجة، بالإضافة إلى الطماطم المحمصة بزيت الزيتون، مما يعكس طابع المطبخ الريفي الغني بالمذاقات الطبيعية.

## المعالم:
1. لاوديكيا على اللايكوس:[7] تقع على بُعد 6 كم شمال مدينة دنزلة بالقرب من قرية إسكي حصار، وقد أنشأها الملك السلوقي أنطيوخوس الثاني تكريماً لزوجته لاوديس. اشتهرت المدينة بمنتجاتها من الملابس الصوفية والقطنية، لكنها دُمّرت بسبب زلزال قوي. من معالمها الباقية: بعض الكنائس السبع، المدرج، الأوديون، الصهريج، والقناة.
2. هيرابوليس وباموكالي [8](مواقع التراث العالمي): تقعان شمال دنزلة، وتأسست هيرابوليس على يد الملك البيرجاموني يومينس الثاني عام 190 قبل الميلاد على الطراز اليوناني. شهدت المدينة أوج ازدهارها في العصرين الروماني والبيزنطي، لكنها تعرضت لزلازل مدمّرة تسببت في هجرة سكانها.
3. جبل هوناز:[9] يُعد من أبرز المناطق الطبيعية في المنطقة، ويُفضل زيارته خلال فصل الصيف.

## مركز تيراسبارك للتسوق:
يقع في منطقة يني شهير، ويُعد أكبر مركز تسوق في مدينة دنزلة

## توأمة
لدنزلة اتفاقيات توأمة مع كل من:
- بتسدورف
- برايلا
- بورصة
- توقاد
- أماسية
- بيله جك
- موش
- دمشق

## أعلام
مهدي القروط
حسون الاياد
- سيما رمضان أوغلو
- إنجي أرال
- دويغو شيتينكايا
- عثمان سيناف
- سلمى عليا كاواف